# Yaylaüstü, Onikişubat
Yaylaüstü là một xã thuộc huyện Onikişubat, tỉnh Kahramanmaraş, Thổ Nhĩ Kỳ. Dân số thời điểm năm 2010 là 472 người.